# Mepindolol
Mepindololul este un medicament din clasa beta-blocantelor neselective, fiind utilizat în tratamentul glaucomului (de uz oftalmic).